# Milan Nytra
Milan Nytra (* 13. října 1959 Ostrava) je český hudebník, klávesista, zpěvák a architekt. Působil v kapelách AG Flek, Progres-Pokrok, Buty či Laputa, rovněž se podílel jako studiový hráč na albech dalších hudebníků.

## Biografie
Milan Nytra od roku 1985 hrál v brněnské rockové skupině Progres 2. V roce 1987 nahrané album Změna! vyšlo následujícího roku, to se již kapela změnila ve formaci s názvem Progres-Pokrok. Zároveň se i vyměnili hudebníci (zůstali pouze Nytra a bubeník Zdeněk Kluka) a skupina chystala nové tematické vystoupení. V letech 1988 až 1990 Progres-Pokrok koncertoval s programem Otrava krve. Celkem bylo odehráno 165 repríz, přičemž skupina na přelomu let 1989 a 1990 nahrála studiovou verzi (stejnojmenné album) a ukončila činnost.
Počátkem 90. let hrál Nytra ve folkrockovém AG Fleku, kde se setkal s Radkem Pastrňákem a Richardem Kroczkem. Tito tři muzikanti poté vytvořili základ Pastrňákovy skupiny Buty, která existovala už od poloviny 80. let, ale v té době se ještě příliš neprosadila. Svou působnost v kapele Buty ukončil v roce 2017, vydal s nimi řadu alb.
Počátkem 21. století spoluzaložil skupinu Laputa. V roce 2008 Milan Nytra hostoval na dvou koncertech, jež se konaly při příležitosti 40. výročí založení skupiny The Progress Organization (resp. Progres 2, resp. Progres-Pokrok).
Milan Nytra je vystudovaný architekt a v Brně má projekční kancelář.

## Diskografie

### S Progres 2/Progres-Pokrok
- 1986 – „Už nemluví“ (singl)
- 1988 – Změna! (album)
- 1989 – „Moja najzlatejšia lýra“ (singl)
- 1990 – Otrava krve (album)
- 2008 – Progres Story 1968–2008 (živé album z roku 2008)
- 2008 – Progres Story 1968–2008 (živé DVD z roku 2008)

### S AG Flekem
- 1991 – Tramtárie (album)

### S Buty
viz diskografie Buty

### S Laputou
- 2001 – Laputa (album)